# 面矢慎介
面矢慎介（おもや しんすけ 1954年8月21日 - ）は、日本の研究者。Royal College of Art 修士、千葉大学学術博士。専門分野はデザイン史、考現学、道具学。GKインダストリアルデザイン研究所、GK道具学研究所を経て、滋賀県立大学教授に。2020年から同大学名誉教授。
榮久庵憲司、川添登、山口昌伴らとともに人間、生活、道具の関係を探求する組織として1996年道具学会を設立。2024年現在、道具学会副会長。

## 主な著書
共編著
- 幕の内弁当の美学（付説・幕の内弁当小史を担当） - ごま書房/（文庫版）朝日新聞社 1980年、ISBN:402264222X
- 五感とデザイン - 東京都労働経済局 1992
- 都市とデザイン（ボイスオブデザイン著）- 電通 1992年、ISBN:4885530350
- 五感とデザイン2 - 東京都労働経済局 1993年
- 暮らしの中のガラスびん - GK道具学研究所/東洋ガラス(株) 1994年
- 生活学事典 - TBSブリタニカ 1999年、ISBN:4484992973
- 長浜市史・第7巻・地域文化財 - 長浜市史編纂室/長浜市 2003年
- デザイン事典 - 朝倉書店 2003年、ISBN:4254680120
- 道具学への招待 - 道具学叢書編集委員会、ラトルズ 2007年[3]
- 日本産業技術史事典 - 思文閣出版 2007年、ISBN 978-4-7842-1345-0
- 生活をデザインする - 光生館 2011年
- 新修彦根市史 第11巻 民俗編 - 彦根市 2012年
- まるごと日本の道具 - Gakken、2012年11月刊行、ISBN 978-4-05-203577-7[4]
- 昔のくらし・道具 - Gakken、2013年02月刊行、ISBN 978-4-05-501002-3

単著
- 近代家庭機器のデザイン史 イギリス・アメリカ・日本 - 美学出版、2020年5月刊行、ISBN 978-4-902078-59-6[5]